# Шульгино (Пермский район)
Шульгино — деревня в Пермском районе Пермского края. Входит в состав Гамовского сельского поселения.

## География
Деревня расположена на реке Пыж, примерно в 2 км к юго-востоку от административного центра поселения, села Гамово.

## Население
| 2008 | 2010 |
| ---- | ---- |
| 6    | ↗35  |

## Топографические карты
- Лист карты O-40-77 Юг. Масштаб: 1 : 100 000. Состояние местности на 1983 год. Издание 1985 г.